# 1878
- Wikisource

| Calendário gregoriano                                                        | 1878 MDCCCLXXVIII                   |
| Ab urbe condita                                                              | 2631                                |
| Calendário arménio                                                           | 1327 – 1328                         |
| Calendário bahá'í                                                            | 34 – 35                             |
| Calendário budista                                                           | 2422                                |
| Calendário chinês                                                            | 4574 – 4575 Início a 2 de fevereiro |
| Calendário copta                                                             | 1594 – 1595                         |
| Calendário etíope                                                            | 1870 – 1871                         |
| Calendários hindus - Vikram Samvat - Calendário nacional indiano - Cáli Iuga | 1933 – 1934 1799 – 1800 4978 – 4979 |
| Calendário Holoceno                                                          | 11878                               |
| Calendário islâmico                                                          | 1295 – 1296                         |
| Calendário judaico                                                           | 5638 – 5639                         |
| Calendário persa                                                             | 1256 – 1257 Início a 21 de março    |
| Calendário rúnico                                                            | 2128                                |
| Calendário solar tailandês                                                   | 2421                                |

1878 (MDCCCLXXVIII, na numeração romana)  foi um ano comum do século XIX do actual Calendário Gregoriano, da Era de Cristo, a sua letra dominical foi F (52 semanas), teve início a uma terça-feira e terminou também a uma terça-feira.
| Ano completo                       |
| ---------------------------------- |
| Ano comum com início à terça-feira |

## Eventos
- Teófilo Braga, político, escritor e ensaísta português, concorre pela primeira vez a deputado da Assembleia da República de Portugal.
- O cardeal italiano Vincenzo Gioacchino Pecci se torna o Papa Leão XIII.
- Jean Charles Galissard de Marignac descobre o elemento Itérbio.
- José Gregório Varela torna-se o 19º presidente da Venezuela, em substituição de Francisco Linares Alcántara
- Fim do 2º reinado de Jigme Namgyal, Desi Druk do Reino do Butão, reinou desde 1877.
- Inicio do 2º reinado de Kitsep Dorji Namgyal, Desi Druk do Reino do Butão, reinou até 1879.
- Separação da paróquia do Raminho da Paróquia dos Altares, ambas do concelho de Angra do Heroísmo.
- Início da publicação da obra de Ernesto do Canto, Arquivo dos Açores que finalizou em 1959.
- Fundação da Fundição Mueller por Gottlieb Mueller em Curitiba.

### Janeiro
- 26 de Janeiro - Fontes Pereira de Melo substitui António José de Ávila como primeiro-ministro de Portugal.

### Fevereiro
- 15 de fevereiro - Inauguração do Teatro da Paz, em Belém do Pará.
- 16 de Fevereiro - O Vapor Lidador de nacionalidade brasileira, encalha no Cais da Figueirinha, Baía de Angra.

### Março
- 3 de Março - A Bulgária declara a independência.

### Maio
- 15 de maio - Fundação do município amazonense de Manicoré.

### Julho
- 11 de julho - Por decreto recebido pelos raminhenses com Te Deum e sermão pregado por Monsenhor José Alves da Silva, o Raminho, concelho de Angra do Heroísmo, foi transformado em freguesia.[1]
- 13 de Julho - O tratado de Berlim torna a Sérvia totalmente independente

### Junho
- 2 de Junho - Realização de uma importante exposição agrícola na cidade da Horta, ilha do Faial, Açores.

### Novembro
- Novembro - Os ingleses invadem o Afeganistão.

## Nascimentos
- 24 de janeiro - João Pessoa, político brasileiro. (m. 1930).
- 1 de fevereiro - C. Tate Regan, ictiólogo britânico (m. 1943).
- 21 de fevereiro - Mira Alfassa, artista musicista francesa conhecida como Mãe.
- 15 de março - Fernando de Melo Viana, estadista brasileiro.
- 20 de abril - Joaquim Nunes Claro, médico e escritor português (m. 1949).
- 24 de abril - José Dias de Souza (mais conhecido como Coronel José Dias), militar e político brasileiro. (m. 1962).
- 26 de abril - Ethel Griffies, atriz inglesa (m. 1975).
- 24 de maio - João Irineu Joffily bispo brasileiro
- 26 de maio - Isadora Duncan, bailarina norte americana; (m. 1927).
- 27 de julho - Iwane Matsui, general japonês (m. 1948).
- 9 de setembro - Sergio Osmeña, presidente das Filipinas de 1944 a 1946 (m. 1961)
- 20 de setembro - Francisco Lagos Cházaro, presidente interino do México em 1915 (m. 1932).
- 15 de outubro - Alcides Maya, jornalista, escritor e político brasileiro e membro da ABL (m. 1944).
- 16 de novembro - Óscar Moreno, médico urologista (m. 1971).
- 18 de novembro - Katie Johnson, atriz inglesa (m. 1957).
- 18 de dezembro - Josef Stalin, revolucionário georgiano e teórico político (m. 1953).

## Mortes
- 9 de janeiro
  - Vítor Emanuel II, rei de Itália (n. 1820).
  - Augusto Soromenho, professor e filólogo português (n. 1833).
- 7 de fevereiro - Beato Pio IX, O.P., 255º papa (n. 1792)
- 20 de maio - António Ramos Moniz Corte Real, jornalista português (n. 1835).
- 29 de junho - António Augusto Teixeira de Vasconcelos, escritor e jornalista português (n. 1816).
- 29 de agosto - Francisco Adolfo de Varnhagen, historiador e diplomata brasileiro (n. 1816).
- 1 de setembro - Duarte da Ponte Ribeiro, diplomata brasileiro (n. 1795)
- 16 de dezembro - Karl Ferdinand Gutzkow, escritor, panfletista e jornalista alemão (n. 1811)

## Por tema
- 1878 na arte
- 1878 no Brasil
- 1878 na ciência
- 1878 no cinema
- 1878 no desporto
- 1878 na literatura
- 1878 na música